# طاش ما طاش 2 (مسلسل)
طاش ما طاش 2، مسلسل كوميدي سعودي من إنتاج التلفزيون السعودي والعرض الأول (31 يناير 1994 - 1 رمضان 1414 هـ).

## فريق الممثلين
من بطولة الممثلون:

عبد الله السدحان 

ناصر القصبي 

نصر سيف 

أحمد صيام 

عطية عويس 

محمد وفيق 

عثمان عبد المنعم 

علي المدفع 

عبد العزيز المبدل 

محمد الكنهل 

عبد العزيز السكيرين 

عبد الله السناني 

نايف خلف 

عبد العزيز الفريحي 

محمد الجدي 

تركي السدحان 

محمد السدحان 

راشد المقرن 

أحمد الدخيل الله 

وليد السدحان 

نواف السدحان 

سعود الفريج 

راكان السدحان 

فهد تراحيب 

تأليف عبد الله السدحان و ناصر القصبي وإخراج عامر الحمود.

## وصلات خارجية
- صفحة المسلسل على موقع السينما